# Турга (приток Пыжи)
Турга — река в России, протекает по Турочакскому району Республики Алтай. Устье реки находится в 55 км по левому берегу реки Пыжа. Длина реки составляет 10 км.

## Данные водного реестра
По данным государственного водного реестра России относится к Верхнеобскому бассейновому округу, водохозяйственный участок реки — Бия, речной подбассейн реки — Бия и Катунь. Речной бассейн реки — (Верхняя) Обь до впадения Иртыша.